# Projekt 35
Projekt 35 (v kódu NATO třída Mirka) byla třída protiponorkových fregat sovětského námořnictva z doby studené války. Plavidla byla určena zejména pro pobřežní hlídkování. Ze služby byly vyřazeny na počátku 90. let.

## Stavba
V letech 1961–1967 bylo v Kaliningradu pro sovětské námořnictvo postaveno celkem devět jednotek této třídy.

## Konstrukce

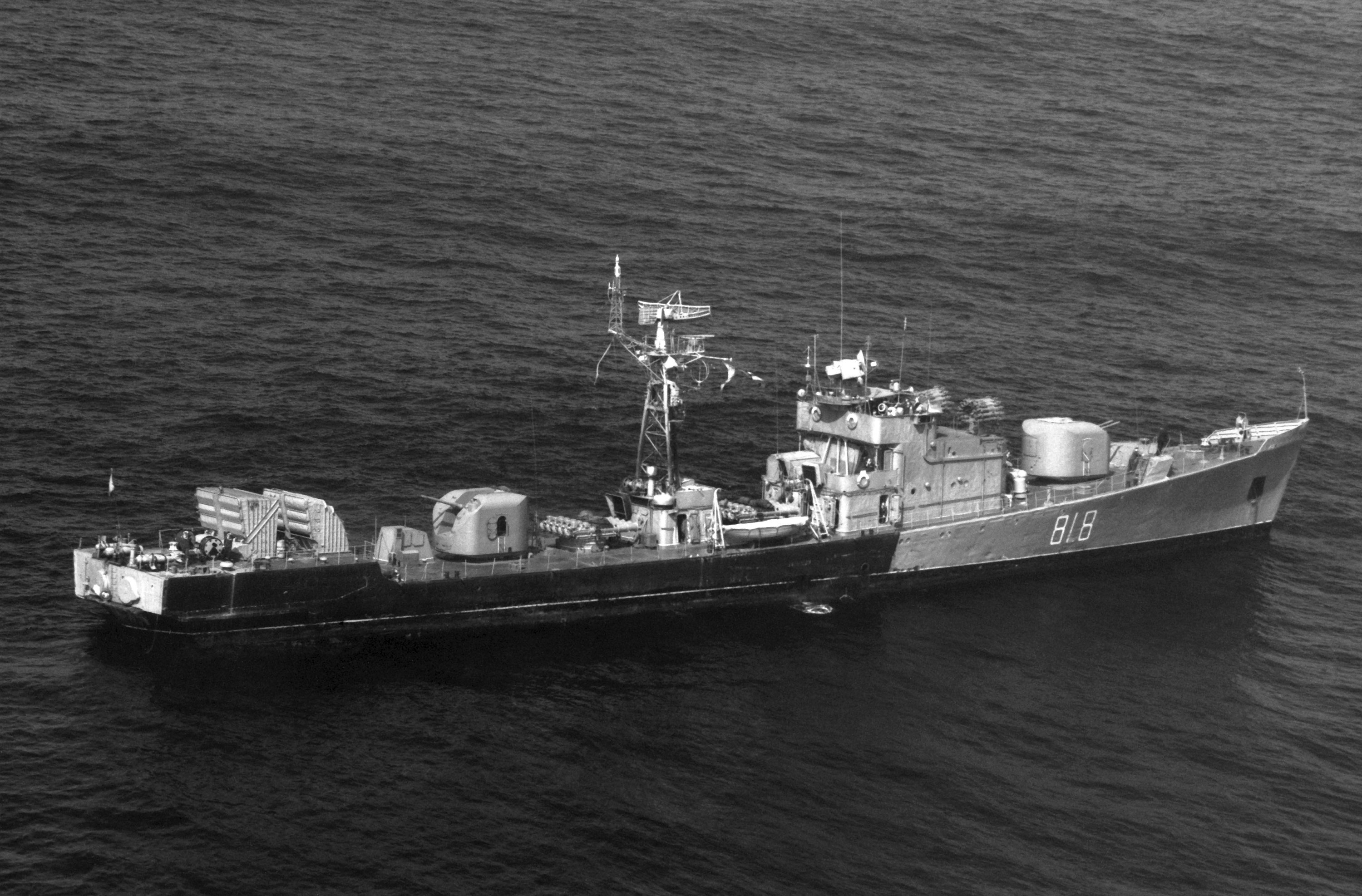
Fregata projektu 35

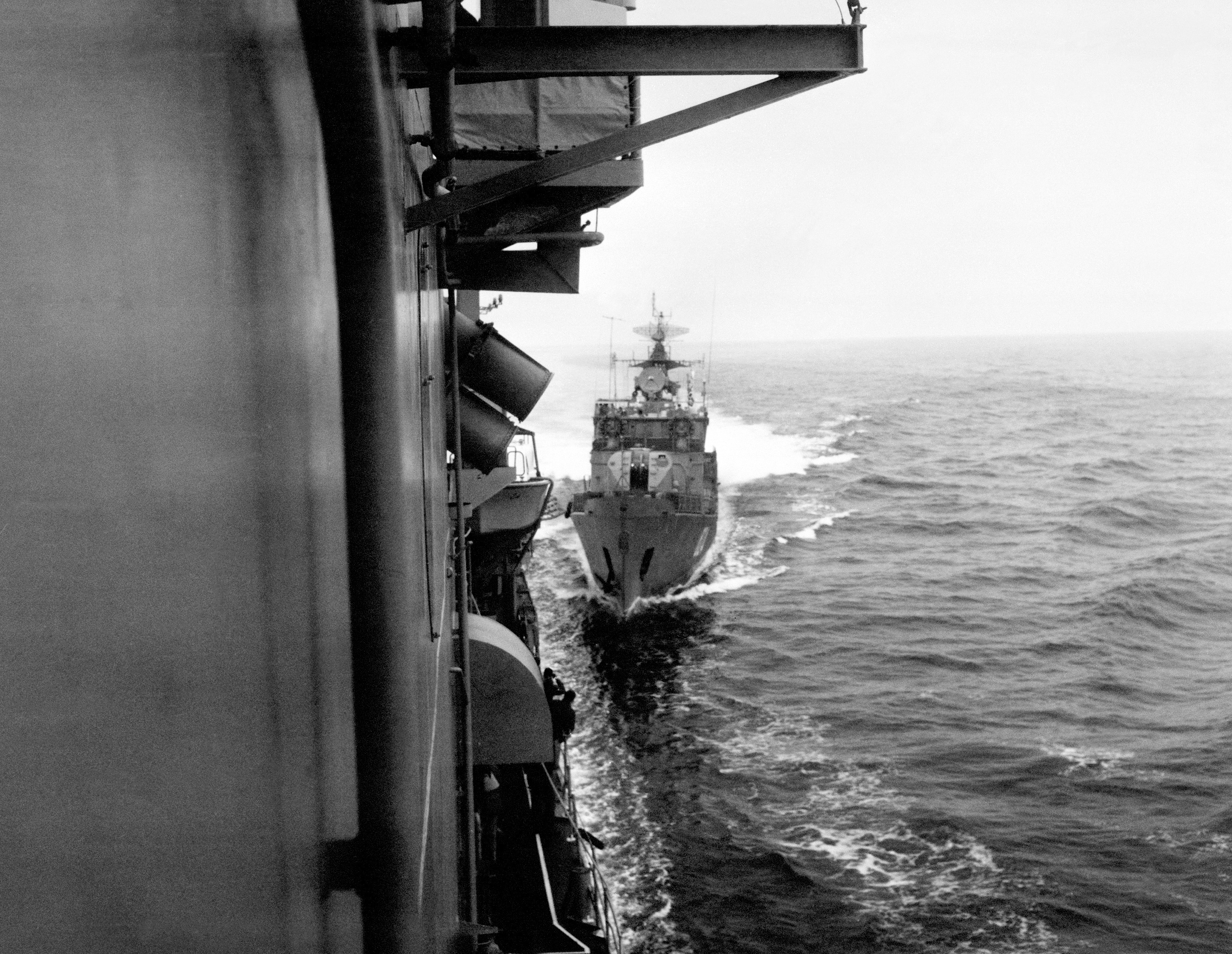
Fregata projektu 35 ve střetu s aerickým torpédoborcem USS Caron (DD-970)

Stavěny byly dvě základní verze Projekt 35 (v kódu NATO Mirka I) a Projekt 35M (Mirka II). Lišily se skladbou protiponorkové výzbroje.
Výzbroj projektu 35 tvořily dvě dvojhlavňové věže se 76mm kanóny AK-726, jeden pětihlavňový 406mm torpédomet PTA-40 pro torpéda SET-40 a čtyři raketové vrhače hlubinných pum RBU-6000. Verze projekt 35M měla pouze dva raketové vrhače RBU-6000 a naopak nesla dvojnásobný počet torpédometů. Pohonný systém tvořily dvě plynové turbíny a pomocný dieselový motor. Nejvyšší rychlost dosahovala 32 uzlů.